# Barycnemis confusa
Barycnemis confusa är en stekelart som beskrevs av Horstmann 1981. Barycnemis confusa ingår i släktet Barycnemis och familjen brokparasitsteklar. Arten är reproducerande i Sverige. Inga underarter finns listade.